# Foire de Rome
La Foire de Rome (en italien, Fiera di Roma) est le centre d'exposition de Rome. Il est situé le long de la Via Portuensis, entre Rome et Fiumicino. 

## Foires à Rome auXXesiècle

### EUR 42
EN 1942 le nouveau quartier de l'EUR devait préparer l'Exposition Universelle, mais celle ci n'eut jamais lieu à cause de la Seconde Guerre Mondiale.

### De l'après-guerre à aujourd'hui
Les premières foires commerciales à Rome après la Seconde Guerre mondiale ont toutes eu lieu dans des lieux non structurés, car le lieu prévu dans le quartier de l'EUR n'a pas été achevé à cause de la guerre. C'est seulement en 1959 qu'a été ouvert le siège temporaire le long de la via Cristoforo Colombo.
En 2006 a été inauguré le nouveau siège de la Fiera di Roma, en dehors de la ville, sur l'autoroute A91 Roma-Fiumicino en direction de l'aéroport Leonardo da Vinci. Le nouveau siège est relié par train et par différents accès. L'ancienne Foire Commerciale s'est tenue jusqu'en 1955 dans le quartier de l'EUR, puis fut transférée au siège de la via Cristoforo Colombo où elle est restée pendant 50 ans.
L'Ente Fiera Roma a été transformée en société privée en 1998. 

## Accès
- autoroute A91 Roma - Fiumicino